# École supérieure de physique et de chimie industrielles de la ville de Paris
École supérieure de physique et de chimie industrielles de la ville de Paris (w skrócie ESPCI) – francuska szkoła wyższa o profilu fizyczno-chemicznym i wysokiej renomie. Zaliczana do tzw. "wielkich szkół" o statusie politechniki.
Została założona w 1882 przez Paula Schützenbergera i Charlesa Lautha. Impulsem do utworzenia uczelni był fakt, iż po wojnie francusko-pruskiej Francja utraciła znaną szkołę "Ecole de Chimie de Mulhouse", położoną w Miluzie na terenie Alzacji.

## Wykładowcy
- Pierre Curie - laureat Nagrody Nobla z fizyki w 1903.
- Maria Skłodowska-Curie - laureatka Nagrody nobla z fizyki w 1903 oraz chemii w 1911.
- Paul Langevin
- Elie Cartan
- Henri Lebesgue
- Henri Cartan
- Pierre-Gilles de Gennes - laureat Nagrody Nobla w dziedzinie fizyki w 1991.
- Georges Charpak - laureat Nagrody Nobla w dziedzinie fizyki w 1992.

## Studenci
- Paul Boucherot
- Georges Claude
- Maryan Esman
- Paul Langevin
- Georges Urbain
- André-Louis Debierne
- Fernand Holweck
- Maurice Deloraine
- Frédéric Joliot - laureat Nagrody Nobla w dziedzinie chemii w 1935.
- Hervé This